# 吉爾·艾布拉姆森
吉爾·艾布拉姆森（英語：Jill Abramson，1954年3月19日—）是一名美国記者。自2011年9月6日起接任《紐約時報》總編輯而為人所熟識，更於2012年被《福布斯》選為世界百名權威女性。

## 生平
吉爾出生於美國紐約市，1976年於哈佛大學拉德克利夫学院修畢歷史及文學的文學位（Bachelor of Arts），畢業前她已經在《時代》工作了三年；之後近十年的時間，她都擔任法律記者，直到1988年轉職到《華爾街日報》。1997年，吉爾離開了《華爾街日報》、轉投《紐約時報》，離開《華爾街日報》時吉爾已經升遷為副局長。到了《紐約時報》，吉爾於2000年升任為華盛頓的分局局長；同期，她又到普林斯頓大學擔任教授，並獲頒美國人文與科學院院士。2011年6月2日，《紐約時報》宣布吉爾接替凱勒擔任總編輯，成為《紐約時報》創業160年來首位女總編輯。
2014年5月14日，《紐約時報》突然宣布撤換吉爾，新聞總編迪恩·巴奎特（Dean Baquet）接任執行總編；《紐約時報》董事長小阿瑟·蘇茲伯格沒有對此作出解釋。

## 外部連結
- 吉爾·艾布拉姆森在互联网电影资料库（IMDb）上的資料（英文）
- C-SPAN內的頁面（英文）